# Los Cabos United
Los Cabos United es un equipo de fútbol de Los Cabos, ubicado en el estado de Baja California Sur que participa en la Serie A de la Segunda División de México.

## Historia
Los antecedentes del fútbol en la zona de Los Cabos se remontan a los clubes Delfines de Los Cabos, Guerreros Pericúes y Los Cabos Fútbol Club, aunque ninguno de esos equipos se pudieron establecer de manera definitiva en la localidad y terminaron por desaparecer al poco tiempo, por lo que sus historias contribuyeron a incrementar la idea generalizada sobre la poca presencia del fútbol profesional en el estado de Baja California Sur.
El 25 de enero de 2022 se presentó de manera oficial el equipo denominado Los Cabos United y se dio a conocer a Rodrigo Ruiz como el primer entrenador en la historia del equipo, además se contó con Jorge Campos como el embajador del equipo. El club es administrado por la empresa ISM, la cual también es propietaria del Club de Fútbol La Nucía que participa en la liga Tercera Federación de España y de Los Angeles United Academy.
El equipo fue aceptado como nuevo miembro de la Segunda División de México y su participación se hizo oficial el 1 de julio de 2022, siendo colocado en el Grupo 1 de la denominada Serie A.
El debut oficial del equipo se dio el 27 de agosto de 2022, en su primer encuentro Los Cabos United derrotó por 2-1 al Club Halcones de Zapopan, el delantero Víctor Argumedo marcó los dos primeros goles en la historia de la institución.
En su primer torneo Los Cabos United logró un boleto para la liguilla de ascenso de la Serie A tras conseguir 25 puntos producto de siete victorias, dos empates, una derrota y dos puntos extra por reglamento. El equipo fue eliminado en cuartos de final por el Chihuahua Fútbol Club con un marcador global de 2-3.En segundo torneo el equipo quedó fuera de la liguilla al finalizar en la cuarta posición del Grupo 1 con 18 puntos.
Para la temporada 2023-24 el sistema de la liga se reorganizó, pasando a jugarse un único torneo largo durante ese ciclo futbolístico. El equipo de Los Cabos finalizó la fase regular en la primera posición del Grupo 1 con 71 puntos acumulados en 32 partidos, aunque la escuadra se vio beneficiada por la desafiiliación del Chihuahua FC, equipo que ocupaba el primer puesto hasta el mes de marzo.Al finalizar en la primera posición el equipo evitó la primera ronda eliminatoria, en las semifinales Los Cabos fue encuadrado con el Tecos FC, al que logró superar con un marcador global de 5-1.En la final de grupo el United eliminó a los Alacranes de Durango con un global de 1-0, alcanzando la final nacional.
En la final nacional Los Cabos se enfrentó al Tampico Madero, campeón del Grupo 2 de la Serie A. En el juego de ida los cabeños fueron derrotados por 3-0,por lo que el empate a 1-1 conseguido en el juego de vuelta fue insuficiente para evitar el título de La Jaiba Brava, aunque cerrando la mejor participación en la historia del club Los Cabos United.Al terminar la temporada Rodrigo Ruiz abandonó al equipo por cuestiones personales.
Para la temporada 2024-25 el equipo anunció en un principio como su nuevo entrenador a Alejandro Pérez Macías.Sin embargo, debió dejar al club antes de comenzar el nuevo torneo debido a que Los Cabos United entró en problemas financieros, lo que llevó a una remodelación de la plantilla y cuerpo técnico pensada en reducir costos y asegurar la continuidad del proyecto, por lo que finalmente Edson Alvarado quedó al frente de la dirección técnica del equipo.En consecuencia el equipo terminó el Apertura 2024 lejos de las posiciones de liguilla por el ascenso, en contraste con lo ocurrido en el torneo anterior.

## Estadio
Los Cabos United disputa sus partidos como local en el Complejo Deportivo Don Koll, el cual cuenta con un campo de fútbol con una capacidad para albergar a 3,500 espectadores. En 2022 el estadio fue sometido a una remodelación para acondicionarlo a los requerimientos de la Segunda División de México.

## Temporadas
| Temporada     | División          | Posición                          |
| ------------- | ----------------- | --------------------------------- |
| Apertura 2022 | 3.Segunda Serie A | 2.º Grupo I (Cuartos)             |
| Clausura 2023 | 3.Segunda Serie A | 4.º Grupo I                       |
| 2023-2024     | 3.Segunda Serie A | 1.º Grupo I (Subcampeón Nacional) |
| Apertura 2024 | 3.Segunda Serie A | 10.º Grupo I                      |
| Clausura 2025 | 3.Segunda Serie A | 4.º Grupo I                       |

## Palmarés
| Competición Nacional  | Títulos | Subcampeonatos |
| --------------------- | ------- | -------------- |
| Segunda Serie A (0/1) |         | 2023-24        |